# 一乗院 (越谷市)
一乗院（いちじょういん）は、埼玉県越谷市にある真言宗智山派の寺院。

## 歴史
1224年（元仁2年）、北条政子の開基である。政子は自分の念持仏を奉納した。これが当院の本尊となっている阿弥陀如来である。その後、1417年（応永24年）に増景が中興している。
旧本堂には、徳川家康が神奈川宿に建てた神奈川御殿の建具が使われていた。平成期の新本堂新築後は本堂の脇の部屋に安置されている。

## 交通アクセス
- 路線バス千間台西六丁目停留所より徒歩13分。